# Salamina Mosese
Salamina Mphelo Mosese es una actriz, productora, locutora y personalidad televisiva sudafricana. Es conocida sobre todo por el papel de "Nthabiseng Masilo" en la serie de televisión 7de Laan.

## Biografía
Mosese nació el 19 de junio de 1983 en el pueblo de Zebediela, Limpopo, Sudáfrica. Completó la licenciatura en Comunicaciones Corporativas en la Universidad de Johannesburgo. Luego completó su Diploma de Postgrado en Administración de Empresas de Regenesys Business School.

## Carrera profesional
Comenzó su carrera como presentadora de CRAZe, un programa infantil de eTV, el cual presentó durante 5 años. En 1994, hizo un cameo en la serie de televisión Soul City. Se unió al elenco del programa juvenil de SABC1 Soul Buddyz de 1999 a 2002. En abril de 2006, interpretó a la profesora de teatro "Keketso Chaka" en la telenovela Backstage, hasta junio de 2007. El mismo año, presentó el programa Crazy Games en SABC2 y reality show Top Class en SABC1. En 2008, ganó y luego presentó la búsqueda de presentadores Top Billing. Después, se convirtió en la presentadora de dos programas de juegos de Nedbank en SABC3 y eTV.
Posteriormente, ha participado en distintas series de televisión como Justice for All, Erfsondes en SABC 2 y la serie dramática de la BBC, Wild at Heart. Presentó el concurso de búsqueda "Estrella del Evangelio". En 2012, se unió a la comedia de situación de SABC 1, "Abo Mzala". En 2013, actuó en la serie Ella interpretando a una trabajadora doméstica. Ganó el premio SAFTA Golden Horn a la 'Mejor actriz en una comedia' por este papel. En 2016, se unió al elenco de la telenovela 7de laan como la periodista "Nthabiseng Masilo" y presentó el programa para padres "Yummy Mammi" en AzaTV.
Es cofundadora de la plataforma en línea conocida como "AzaTV", lanzada en mayo de 2015. También es codirectora de "Sorele Media", una empresa de contenido de medios formada con su amiga, Stephina Zwane. A través de la compañía, produjo el largometraje Love and Kwaito. La película recibió elogios de la crítica y fue seleccionada para el Festival de Cine de Johanannesburg.

## Filmografía
| Año  | Título          | Rol                  | Tipo                |
| ---- | --------------- | -------------------- | ------------------- |
| 1994 | Soul City       | Zandi (cameo)        | Serie de televisión |
| 2003 | Beat the Drum   | Chica de la calle #1 | Película            |
| 2010 | Wild at Heart   | Chloe                | Serie de televisión |
| 2012 | Erfsondes       | Miss Z               | Serie de televisión |
| 2014 | Abo Mzala       | Ella                 | Serie de televisión |
| 2016 | Love and Kwaito | Productora ejecutiva | Película            |
| 2016 | 7de Laan        | Nthabiseng Masilo    | Serie de televisión |
| 2018 | Baby Mamas      | Toli, coproductora   | Película            |

## Vida privada
Está casada con el también actor sudafricano Tshepo Howza Mosese desde 2008 y tienen dos hijos. Conoció a Tshepo durante la serie de televisión Backstage. Ganaron el premio "Pareja inspiradora del año" en los I Do Awards.
En 2020, expresó que sufre de depresión.